# Kronokvarn

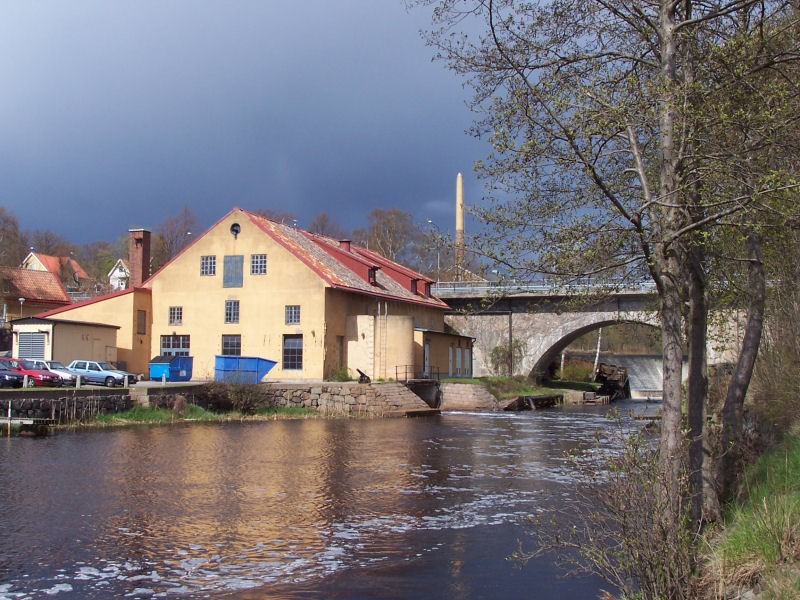
Kronokvarnen i Lyckeby

Kronokvarn var en beteckning för en kvarn tillhörande kronan. I kronokvarnen maldes mjöl till kronobagerier.